# 3264 Баунті
3264 Ба́унті (3264 Bounty) — астероїд головного поясу, відкритий 7 січня 1934 року.
Тіссеранів параметр щодо Юпітера — 3,191.